# غابريال سوازو
غابريال سوازو (بالإسبانية: Gabriel Suazo)‏ (9 أغسطس 1997 بسانتياغو في تشيلي - ) هو مدرب كرة قدم ولاعب كرة قدم تشيلي في مركز الوسط. لعب مع كولو-كولو.

## روابط خارجية
- غابريال سوازو على موقع الاتحاد الأوربي (الإنجليزية)
- غابريال سوازو على موقع إي إس بي إن إف سي (الإنجليزية)
- غابريال سوازو على موقع قاعدة بيانات كرة القدم.إي يو (الإنجليزية)
- غابريال سوازو على موقع ليكيب (الفرنسية)
- غابريال سوازو على موقع ناشيونال فوتبول تيمز (الإنجليزية)
- غابريال سوازو على موقع Soccerbase.com (لاعب) (الإنجليزية)
- غابريال سوازو على موقع Soccerway.com (الإنجليزية)
- غابريال سوازو على موقع عالم كرة القدم.نت (الإنجليزية)
- غابريال سوازو على موقع كووورة
- غابريال سوازو على موقع AS.com (الإسبانية)